# کوتلارنگا
کوتلارنگا (به لهستانی:  Kotlarnia) یک روستا در لهستان است که در گمینا بیراوا واقع شده‌است.
 کوتلارنگا  ۷۴۳ نفر جمعیت دارد.